# Landkreis Rhön-Grabfeld
Landkreis Rhön-Grabfeld är ett distrikt (Landkreis) i Unterfranken i det tyska förbundslandet Bayern. Distriktet ligger i Planungsregion Main-Rhön.

## Geografi
Som namnet antyder ligger distriktet delvis i bergsområdet Rhön.